# Tepetitlán (kommun)
Tepetitlán är en kommun i Mexiko.   Den ligger i delstaten Hidalgo, i den sydöstra delen av landet, 90 km norr om huvudstaden Mexico City. Antalet invånare är 8 893.
Följande samhällen finns i Tepetitlán:
- General Pedro María Anaya
- José María Pino Suárez
- Tepetitlán
- La Cuarta Manzana
- Colonia Ampliación
- Santa María Daxtho
- San Mateo la Curva
- Xithi Primera Sección
- La Ermita
- El Retiro